# Maccabi Tel Aviv B.C. 2012-2013
Questa voce raccoglie le informazioni riguardanti il Maccabi Tel Aviv B.C. nelle competizioni ufficiali della stagione 2012-2013.

## Stagione
La stagione 2012-2013 del Maccabi Tel Aviv B.C. è la 59ª nel massimo campionato israeliano di pallacanestro, la Ligat ha'Al.

## Roster
Aggiornato al 27 luglio 2018
| Maccabi Electra Tel Aviv 2012-13 | Maccabi Electra Tel Aviv 2012-13 |
| Giocatori                        | Staff tecnico                    |
| -------------------------------- | -------------------------------- |

| N. | Naz.                                            | Ruolo | Nome              | Anno | Alt.   | Peso   |  |
| -- | ----------------------------------------------- | ----- | ----------------- | ---- | ------ | ------ |  |
| 4  | Stati Uniti (bandiera) · Polonia (bandiera)     | G     | David Logan       | 1982 | 185 cm | 75 kg  |  |
| 5  | Guyana (bandiera)                               | C     | Shawn James       | 1983 | 208 cm | 102 kg |  |
| 6  | Stati Uniti (bandiera)                          | G     | Devin Smith       | 1983 | 198 cm | 111 kg |  |
| 7  | Stati Uniti (bandiera)                          | PG    | Ricky Hickman     | 1985 | 189 cm | 88 kg  |  |
| 8  | Israele (bandiera)                              | AP    | Lior Eliyahu (C)  | 1985 | 205 cm | 102 kg |  |
| 9  | Israele (bandiera)                              | P     | Moran Roth        | 1982 | 182 cm | 84 kg  |  |
| 10 | Israele (bandiera)                              | AP    | Guy Pnini         | 1983 | 201 cm | 98 kg  |  |
| 11 | Stati Uniti (bandiera) · Azerbaigian (bandiera) | A     | Nik Caner-Medley  | 1983 | 203 cm | 106 kg |  |
| 12 | Israele (bandiera)                              | G     | Yogev Ohayon      | 1987 | 189 cm | 79 kg  |  |
| 13 | Georgia (bandiera)                              | C     | Giorgi Shermadini | 1989 | 217 cm | 113 kg |  |
| 13 | Croazia (bandiera)                              | C     | Darko Planinić    | 1990 | 211 cm | 113 kg |  |
| 14 | Stati Uniti (bandiera)                          | AG    | Malcolm Thomas    | 1988 | 206 cm | 102 kg |  |
| 14 | Israele (bandiera)                              | C     | Idan Zalmanson    | 1995 | 206 cm | 113 kg |  |
| 15 | Israele (bandiera)                              | AG    | Itay Segev        | 1995 | 204 cm | 101 kg |  |
| 21 | Stati Uniti (bandiera) · Israele (bandiera)     | AP    | Sylven Landesberg | 1990 | 198 cm | 96 kg  |  |

| Allenatore                                                                                 |
| - / David Blatt                                                                            |
| Assistente/i                                                                               |
| - Guy Goodes - / Derrick Sharp Legenda - (C) Capitano - (IN) Inattivo - Infortunato Roster |

## Mercato

### Sessione estiva
| Acquisti | Acquisti          | Acquisti        | Acquisti      | Acquisti |
| R.       | Nome              | da              | Modalità      |          |
| -------- | ----------------- | --------------- | ------------- | -------- |
| AG       | Malcolm Thomas    | L.A. D-Fenders  | definitivo    |          |
| PG       | Ricky Hickman     | V.L. Pesaro     | definitivo    |          |
| A        | Nik Caner-Medley  | Valencia        | definitivo    |          |
| AP       | Sylven Landesberg | Maccabi Haifa   | definitivo    |          |
| G        | David Logan       | Panathīnaïkos   | definitivo    |          |
| C        | Giorgi Shermadini | Panathīnaïkos   | definitivo    |          |
| P        | Moran Roth        | Hapoel Holon    | definitivo    |          |
| AG       | Pops Mensah-Bonsu | Beşiktaş        | definitivo    |          |
| GA       | Rakim Sanders     | Fairfield Stags | definitivo    |          |
| AG       | Milan Mačvan      | Partizan        | fine prestito |          |

| Cessioni | Cessioni                | Cessioni            | Cessioni               | Cessioni |
| R.       | Nome                    | a                   | Modalità               |          |
| -------- | ----------------------- | ------------------- | ---------------------- | -------- |
| AG       | Richard Hendrix         | Olimpia Milano      | fine contratto         |          |
| P        | Theodōros Papaloukas    | Free agent          | fine contratto         |          |
| G        | Keith Langford          | Olimpia Milano      | fine contratto         |          |
| G        | Tal Burstein            |                     | ritirato               |          |
| P        | Alon Stein              | Mac. Darom Tel Aviv | fine contratto         |          |
| C        | Sofoklīs Schortsianitīs | Panathīnaïkos       | fine contratto         |          |
| AG       | David Blu               |                     | ritirato               |          |
| GA       | Rakim Sanders           | Hap. Gilboa G.E.    | prestito               |          |
| AG       | Milan Mačvan            | Galatasaray         | definitivo (250.000 €) |          |
| AG       | Pops Mensah-Bonsu       | Free agent          | rescissione            |          |

### Dopo l'inizio della stagione
| Acquisti | Acquisti       | Acquisti | Acquisti      | Acquisti   |
| R.       | Nome           | da       | Data          | Modalità   |
| -------- | -------------- | -------- | ------------- | ---------- |
| C        | Darko Planinić | Široki   | dicembre 2012 | definitivo |

| Cessioni | Cessioni          | Cessioni   | Cessioni      | Cessioni    |
| R.       | Nome              | a          | Data          | Modalità    |
| -------- | ----------------- | ---------- | ------------- | ----------- |
| C        | Giorgi Shermadini | Olympiakos | dicembre 2012 | rescissione |
| AG       | Malcolm Thomas    | Free agent | febbraio 2013 | rescissione |